# 増田晶文
増田 晶文（ますだ まさふみ、1960年4月26日 - ）は日本の作家。日本文藝家協会会員。

## 経歴
- 大阪府東大阪市（旧布施市）出身。清風高等学校、同志社大学法学部卒。広告企画会社勤務を経て、1994年から文筆業。[2]
- 1990年代から2000年初頭までスポーツ、お笑い、教育、日本酒、自動車など幅広いジャンルのノンフィクション作品を雑誌や単行本で発表していたが、2010年より小説へ移行。
- 2012年には初の書き下ろし小説『ジョーの夢 新島襄と徳富蘇峰、そして八重』（講談社）を上梓。
- 1998年に『果てなき渇望』によりナンバー・スポーツノンフィクション新人賞受賞。2000年に「フィリピデスの懊悩」で小学館ノンフィクション大賞優秀賞受賞。

## 人物
- 読書家だった母の影響で書籍に親しみ、幼少時から小説家をめざす。小学校時代に愛読した北杜夫やトーベ・ヤンソン、アーネスト・シートンなどから影響を受た。このことは自己のホームページや雑誌インタビュー、読書歴に関する新聞のエッセイなどで述べられている[3]。[4]
- 英米のロックやブルース、ブラックミュージックに心酔。中学時代からロックバンドを結成、リードヴォーカルとギター担当だった。サンタナ、オールマン・ブラザーズ・バンド、アルバート・キングらへの熱い想いを自らのHPで吐露している。
- また25歳から本格的に筋トレを開始、現在も継続しており5〜8%台という体脂肪率を誇っている[5]。

## 主な作品
- 単行本デビューは2000年の『果てなき渇望』（草思社）。1998年のナンバー・スポーツノンフィクション新人賞受賞作品のテーマとなった、「異形の肉体に呪縛された荘厳なまでの狂気の世界」を、さらに昇華させ、肉体という人間存在の根源を鍛え、肥大させるボディビルダーの精神性を高らかに書き上げた。ちなみに本作品は、2000年の文藝春秋ナンバーが選ぶ「第1回ベストスポーツノンフィクション」の単行本部門第1位に選ばれている。
- この後、『速すぎたランナー』（小学館）、『大学は学生に何ができるか』（プレジデント社）、『筋肉おやじとアブラミくん』（しりあがり寿との共著、マガジンハウス）などを上梓した。
- 2004年秋には、『うまい日本酒はどこにある?』（草思社）が話題に。ここでは1970年代から売り上げ、生産量とも下降を続ける日本酒業界に切り込み、地酒、大メーカー、飲食店、酒屋とあらゆる現場を見て、日本酒不振の根源を探っている。
- 2005年の作品としては『お笑い芸人就職読本』（草思社）がある。ブームにわくお笑いの世界を「芸人」という視点から鋭く切り込んだ。中田カウスらベテラン芸人から笑い飯、麒麟、千鳥などの若手はもちろん、テレビ局、吉本興業社員や関係者など幅く関係者にアタックし、お笑いの世界に生きることの意味と意義を探っている。
- 2007年春に、『吉本興業の正体』（草思社）を発表。これまで、ボディビル、マラソン、大学改革、日本酒、芸人と著作ごとにテーマを変えていたが、お笑い界をテーマにした第二弾として執筆された。吉本興業創業以来95年の歴史を丹念に活写すると同時に、吉本という企業の特性、お笑い芸人の在り方、上方のお笑いの本質などに迫った。
- 2007年冬には講談社より自らの息子の中学受験を題材とした『父と子の中学受験合格物語』（講談社）を上梓。小学6年の息子が受験に挑む、夏休みから受験本番、合否発表までの200日間のさまざまな出来事を笑いと涙を交えて活写した。著者の作家としてのシビアな視線が、受験という大騒動によって揺らいでいく様子がヒリヒリとしたリアリティを生み、受験や教育といった表層だけでなく、家族、父子、生き様など人生を構成する深淵にまで到達している。共同通信はこの作品を「私小説」と紹介した。
- 2008年9月13日号から週刊現代に「アスリート・ビジネスの虚と実」を集中連載。イチロー、中田英寿、浅田真央、錦織圭など当代のトップアスリートをテーマに、これまでスポーツジャーナリズムが忌避してきたビジネスの実態、さらにはアスリートを育てた親の愛情と思惑を絡めて描いた。この連載は2009年夏に単行本『プロフィール』（講談社）として、大幅な追加取材と加筆を経て上梓された。
- 2012年11月28日、初の小説単行本『ジョーの夢　新島襄と徳富蘇峰、そして八重』（講談社）を発刊。鎖国中に国禁を犯して渡米、帰国後は同志社大学設立のために命を賭して奔走した新島襄と、彼を終生の師と仰いだ戦前ジャーナリスト界の超大物・徳富蘇峰の二人が主人公。新島が抱いて蘇峰がアシストした、良心を胸に自由、自治、自立の精神を日本人に植えるという夢、その結末をダイナミックに描いた。本作には新島八重や大隈重信、福沢諭吉、勝海舟ら歴史上の大物も登場する。
- 2014年5月17日には初の新書『50歳を超えても身体が10歳若返る筋トレ』（ソフトバンク新書）がでた。筋トレ歴25年以上の経歴と数々のスポーツシーンや著名アスリートを取材した経験、『果てなき渇望』で結実したボディビルの文学化などの要素をコンパクトにまとめた一冊。ミドル＆シニアの筋トレに対するノウハウ、心がまえ、具体的なトレーニングなどが満載されている。
- 2015年12月23日、2冊目の小説『エデュケーション』（新潮社）を上梓。日本の教育を変えたい！　僕たちの手で子どもの可能性を伸ばす理想の小学校をつくろう。夢に向かって立ちあがった若者たちが、挫折や裏切り、さらには資金繰りの難航、黒い策謀にもめげず奔走する姿を活写している。
- 2016年12月21日、3冊目の小説『稀代の本屋 蔦屋重三郎』（草思社）を発表。山東京伝、恋川春町、喜多川歌麿、東洲斎写楽、十返舎一九、滝沢馬琴など才能のある人物を見つけ育てて世に送り出した、18世紀の江戸の名物本屋の活躍と胸に秘めた渇望、波乱に満ちた生涯を描いた。
- 2017年10月31日、２冊目の日本酒関連エッセイ＆ルポが『うまい日本酒をつくる人たち 酒屋万流』（草思社）。まんさくの花、新政、アフス、北雪などの銘酒と蔵元との出逢いに加え、ベンチャーウイスキー（イチローズモルト）やクラフトビールの生産者にも取材。日本酒の良心ともいうべき蔵元たちとの交流から、モノづくりの本質を深く問う一冊。
- 2019年１月28日、江戸を舞台の時代小説『絵師の魂　渓斎英泉』（草思社）を刊行。化政文化期に妖艶な美人画と多作した春画で一世を風靡した絵師・渓斎英泉。絵に対する野望と美人画のモデルの謎に迫り、従来の女好きで軽薄な人物像を一新。私淑する葛飾北斎との交流や腹違いの妹たちの動静を配し、江戸情緒たっぷりに浮沈の連続する英泉の生涯を追った。
- 2020年11月6日、『S.O.P.大阪遷都プロジェクト』（ヨシモトブックス）発刊。時代は昭和50年代半ば、場所は「難波から私鉄で10分」ほどの駅前（おそらく近鉄・布施）が舞台。お好み焼き屋の若き店主を中心に、女高生から老婆まで７人の濃ゆい個性の老若男女が「大阪遷都の軍資金」を求めて大阪を東奔西走する。この秘蔵金は戦前に「大大阪」をつくった伝説の名市長・關一（せきはじめ）が大阪を首都にするために残したもの。遊郭から通天閣、法善寺、幻の地下鉄梅田駅、生駒トンネル……大阪人でも知らなかったアレコレを満載しながらテンポよく展開する、吉本新喜劇ばりのスラップスティック小説。

## マンガ原作
- 2015年11月からグランドジャンプ（集英社）で連載「いっぽん!!　しあわせの日本酒」（作画松本救助）の原案と原作と取材などを担当。第1話で紹介した酒が売り切れたり、秋田さきがけ、山形新聞、下野新聞などでも作品が取り上げられるなど話題に。また、同作には毎回、増田が執筆する特別コラムが掲載されている。
- ほかに「日本酒新世紀」（ヤングジャンプ、作画能田茂）、「ヤスキヨ〜ぼっけもんが求めた至高の一滴〜」（月刊ヤングジャンプ、作画霧科拓徒）、「酒屋もん〜うまい日本酒はここにある」（グランドジャンプ、作画青木U平）など読み切り作品の原作も担当している。